# جيمس جوستين (ملاكم)
جيمس جوستين (بالإنجليزية: James Heath)‏ (2 فبراير 1960 - ) هو ملاكم أمريكي.

## وصلات خارجية
- جيمس جوستين (ملاكم) على موقع بوكس ريك (الإنجليزية) (registration required)